# La Castanya
La Castanya és un dels nuclis que hi ha al terme municipal del Brull, a la comarca d'Osona. El nucli és al massís del Montseny, a uns 950 metres d'altura a l'extrem sud-est del municipi, dins de la zona de protecció del Parc Natural del Montseny. Hi destaca l'església parroquial de Sant Cristòfol, d'estil romànic, documentada a partir del 1047.
L'accés es fa a través d'una pista que connecta la Castanya amb la carretera BV-5301 a Collformic. La població es limita a unes poques famílies (16 habitants el 2005) que es dediquen sobretot a la ramaderia i a l'aprofitament forestal.